# Stollberg (Gemeinde Brand-Laaben)
Stollberg ist eine Ortschaft und eine Katastralgemeinde der Gemeinde Brand-Laaben im Bezirk St. Pölten in Niederösterreich. Die Ortschaft hat 90 Einwohner (Stand 1. Jänner 2024).

## Geografie
Die Streusiedlung besteht aus einer Kernsiedlung längs der Landesstraße L2314 und den Lagen Bols, Eibenbergerhof, Großleiten, Kottinggrub, Kreuzwirt, Sattler und dem Schloss Stollberg. Die L2314 führt im Norden über die Bolsenhöhe nach Stössing, während die Landesstraße L5096 nach Westen verläuft, wo sie in die auf die Klammhöhe führende L119 mündet.

## Geschichte
Laut Adressbuch von Österreich waren im Jahr 1938 in Stollberg ein Gastwirt, zwei Gemischtwarenhändler und einige Landwirte ansässig.

## Sehenswertes
- Schloss Stollberg, ein ehemaliges Gut, das im 16. Jahrhundert schlossartig umgestaltet wurde

## Persönlichkeiten
- Franz Kaindl (* 1932), österreichischer Maler, Grafiker und Mosaikkünstler, wurde hier geboren